# التئام (لغويات)
الالتئام هو الانضمام والتماسك والإحكام والاتساق، ويقال فلان ملتئم الأفكار إذ كانت متماسكة تؤلف كلا منطقيا متسقا.
وسمي أيضًا الاتساق وعرف بأنه في النصوص اللغوية يحدد العلاقة القائمة بين معاني البيانات التي تشكل النص. يعني البحث في النص عن معاني البيانات التي تشكل النص، وبالتفصيل، نتيجة تحديث المعنى، كما هو مفهوم في دراسة علم الدلالة، التي في النص هدفها إنتاج المعنى.

## وصلات خارجية
- أدوات الاتساق في النص